# Europs frontalis
Europs frontalis es una especie de coleóptero de la familia Monotomidae.

## Distribución geográfica
Habita en Argentina y Chile.